# Crossgar
Crossgar (Iers: An Chrois Ghearr) is een plaats in het Noord-Ierse district Down.
Crossgar telt 1542 inwoners. Van de bevolking is 38,2% protestant en 60% katholiek.